# الجفتلک
الجفتلک (به عربی: الجفتلک) یک منطقهٔ مسکونی در فلسطین است.

## خصوصیات
الجفتلک ۳٬۵۴۶ نفر جمعیت دارد.